# Liste der Monuments historiques in Bouy-sur-Orvin
Die Liste der Monuments historiques in Bouy-sur-Orvin führt die Monuments historiques in der französischen Gemeinde Bouy-sur-Orvin auf.

## Liste der Objekte
| Bezeichnung                                                         | Beschreibung                           | Standort                           | Kennzeichnung | Schutzstatus | Datum | Bild |
| ------------------------------------------------------------------- | -------------------------------------- | ---------------------------------- | ------------- | ------------ | ----- | ---- |
| Skulpturengruppe Sentinelle gardant le Souvenir de nos Enfant morts | Beton, 1929 von Alfred Boucher         | in der Chapelle du Souvenir (Lage) | PM10000537    | Classé       | 2006  |      |
| Skulpturengruppe La Tendresse                                       | Marmor, 1899 von Alfred Boucher        | in der Chapelle du Souvenir (Lage) | PM10000624    | Classé       | 2006  |      |
| Skulptur L’Hiver                                                    | Beton, Bronze, 1921 von Alfred Boucher | in der Chapelle du Souvenir (Lage) | PM10000458    | Classé       | 2006  |      |
| Grabstein für Henri de Lendras                                      | Kalkstein, bezeichnet 1635             | in der Kirche St-Aventin (Lage)    | PM10000321    | Classé       | 1913  |      |